# Hilltop (Geòrgia)
Hilltop és una concentració de població designada pel cens del Comtat de Pike (Geòrgia) als Estats Units d'Amèrica.

## Demografia
Segons el cens del 2000 Hilltop tenia 401 habitants, 119 habitatges, i 91 famílies. La densitat de població era de 161,3 habitants/km².
Dels 119 habitatges en un 28,6% hi vivien nens de menys de 18 anys, en un 42% hi vivien parelles casades, en un 25,2% dones solteres, i en un 23,5% no eren unitats familiars. En el 18,5% dels habitatges hi vivien persones soles el 7,6% de les quals corresponia a persones de 65 anys o més que vivien soles. El nombre mitjà de persones vivint en cada habitatge era de 3,37 i el nombre mitjà de persones que vivien en cada família era de 3,84.
Per edats la població es repartia de la següent manera: un 29,7% tenia menys de 18 anys, un 10,2% entre 18 i 24, un 25,9% entre 25 i 44, un 23,9% de 45 a 60 i un 10,2% 65 anys o més.
L'edat mediana era de 34 anys. Per cada 100 dones de 18 o més anys hi havia 88 homes.
La renda mediana per habitatge era de 22.188 $ i la renda mediana per família de 30.625 $. Els homes tenien una renda mediana de 15.750 $ mentre que les dones 20.000 $. La renda per capita de la població era de 9.720 $. Entorn del 19,8% de les famílies i el 29,3% de la població estaven per davall del llindar de pobresa.

## Poblacions properes
El següent diagrama mostra les poblacions més properes.